# Endlicheria tschudyana
Endlicheria tschudyana là loài thực vật có hoa trong họ Nguyệt quế. Loài này được (Lasser) Kosterm. miêu tả khoa học đầu tiên năm 1954.